# Охріменко Микола Іванович
Мико́ла Іва́нович Охріме́нко (нар. 9 липня 1963, с. Яструбине, Сумський район, Сумська область, Українська РСР — пом. 8 січня 2017, с. Верхньошироківське, Новоазовський район, Донецька область, Україна) — український військовослужбовець, морський піхотинець, молодший сержант Військово-Морських Сил Збройних Сил України. Позивний «Дєд».

## Життєпис
Микола Охріменко народився 1963 року в селі Яструбине Сумського району Сумської області. 1980 року закінчив Яструбинську середню школу. Проходив строкову військову службу в лавах Збройних сил СРСР.
Деякий час працював у Якутії на гірничо-збагачувальному комбінаті «Куларзолото».
До 2014 року разом із дружиною мешкав у місті Донецьк. З початком бойових дій на сході України переїхав до матері на Сумщину, в рідне село Яструбине, а дружина залишилась на Донеччині.
2015 року 52-річний чоловік добровольцем вступив до лав батальйону патрульної служби міліції особливого призначення «Артемівськ» ГУ МВС України у Дніпропетровській області. Брав участь в антитерористичній операції на Сході України, двічі був поранений. Учасник боїв за Дебальцеве.
З 2016 року проходив військову службу за контрактом у лавах Збройних сил України.
Молодший сержант, командир відділення взводу морської піхоти 1-ї роти 501-го окремого батальйону морської піхоти 36-ї окремої бригади морської піхоти ВМС ЗСУ, в/ч А1965, м. Бердянськ.
Виконував завдання на півдні Донецької області, на Приморському напрямку (ОТУ «Маріуполь»).

### Обставини загибелі
8 січня 2017 року молодший сержант Микола Охріменко та двоє його побратимів молодший сержант Сергій Сонько і старший матрос Сергій Трубін загинули під час виконання бойового завдання в районі окупованого села Верхньошироківське (колишнє с. Октябр) Новоазовського району Донецької області.
8 січня зник зв'язок з трьома військовослужбовцями, які не повернулися в місце розташування підрозділу. Згодом зі сторони противника заявлено, що знайдено тіла загиблих у військовій формі. Передача тіл на місцевому блокпосту 10 січня не відбулася, — не приїхала протилежна сторона, пізніше в терористичній організації «ДНР» підтвердили, що 11 січня забрали тіла трьох загиблих, які підірвалися на міні за 3 км від с. Октябр. 13 січня 2017 року в місті Донецьк тіла передали українській гуманітарній місії «Евакуація-200», після чого вони були направлені у Дніпро на упізнання. Експертизою встановлена причина смерті — мінно-вибухові травми.
За версією, яку озвучив журналіст Юрій Бутусов, морпіхи діяли самостійно, без узгодження з командуванням: «Судячи з усього, воїни вирішили зробити розвідку позицій противника, їм вдалося таємно вийти на передову, і підійти до лінії оборони. На жаль, сталася трагедія — воїни підірвалися на міні. Ніхто не знав, де їх шукати, і тому ніхто не міг прийти на допомогу… Їх тіла виявив противник 11 січня».
15 січня Миколу Охріменка поховали на кладовищі рідного села Яструбиного, біля могил батька та брата.
Залишилися 82-річна мати, дружина та донька від першого шлюбу.

## Нагороди та вшанування
- Указом Президента України № 104/2017 від 10 квітня 2017 року «за особисту мужність, виявлену у захисті державного суверенітету та територіальної цілісності України, самовіддане виконання військового обов'язку» нагороджений орденом «За мужність» III ступеня (посмертно)[12].
- Вшановується в меморіальному комплексі «Зала пам'яті», в щоденному ранковому церемоніалі 8 січня[13][14].